# Гигрофор сыроежковый
Гигрофо́р сырое́жковый, или сыроежкови́дный (лат. Hygróphorus rússula) — вид грибов-базидиомицетов, входящий в род Гигрофор семейства Гигрофоровые (Hygrophoraceae).
Мясистый съедобный гриб с розоватой окраской, распространённый в широколиственной зоне Северного полушария.

## Описание
Плодовые тела шляпко-ножечные, мясистые. Шляпка взрослых грибов 5—12(15) см в диаметре, у молодых грибов полушаровидная, затем выпуклая, уплощённая и к старости иногда вдавленная, край длительное время остаётся подвёрнутым, не гигрофанная. Поверхность шляпки гладкая, лишь в центре иногда мелкочешуйчатая, во влажную погоду клейко-слизистая, у молодых грибов беловатая до розоватой, с розовыми пятнами, затем в центре розово-красная и к старости винно-красная, с такими же пятнами на более светлом фоне по остальной поверхности.
Пластинки сравнительно частые, приросшие к ножке или немного низбегающие на неё, белые, лилово-розоватые, с возрастом и при повреждении покрываются винно-красными пятнами, к старости почти полностью винно-розовые.
Мякоть плотная, белая, в местах повреждения розовеет, со слабым мучным запахом, без особого вкуса.
Ножка (3)6—8 см длиной и 1—2,5(4) см толщиной, центральная или слабо сужающаяся книзу, редко булавовидная или веретеновидная, выполненная, почти белая с розовато-буроватыми пятнами, иногда полностью лиловатая, у верхушки зернисто-опушённая, по всей длине сухая, гладкая или слабо полосчатая.
Споровый отпечаток белого цвета. Споры (5,5)7—8(9)×4—5,5(6) мкм, эллиптические. Базидии четырёхспоровые, 40—55×4—6мкм. Цистиды отсутствуют.
Съедобный гриб 4-й категории, используемый в пищу в свежем виде, маринованным или солёным. Считается лучшим по вкусовым качествам среди всех видов семейства.

### Сходные виды
- Hygrophorus purpurascens (Alb. & Schwein.) Fr., 1838 — Гигрофор багровеющий — отличается наличием паутинистого покрывала, произрастает в хвойных лесах.

## Экология и ареал
Встречается в августе — ноябре в широколиственных и смешанных лесах, образует микоризу с дубом.
Широко распространённый в неморальной зоне Северного полушария вид, в России известный из многих регионов.

## Синонимы
- Agaricus russula Schaeff., 1774 : Fr., 1821basionym
- Gymnopus russula (Schaeff.) Gray, 1821
- Limacium russula (Schaeff.) Ricken, 1910
- Tricholoma russula (Schaeff.) Gillet, 1874